# The Mummy (2017)
The Mummy is een Amerikaanse actiefilm uit 2017 met in de hoofdrol Tom Cruise. De film is losjes gebaseerd op de film The Mummy uit 1932. Het diende als eerste film in een gepland filmmultiversum van Universal Monsters.

## Plot
Een Egyptische prinses ligt veilig begraven in een crypte diep onder de meedogenloze woestijn. Ze is levend gemummificeerd omdat ze een pact gesloten had met Seth en haar eigen familie vermoord heeft om de macht te kunnen grijpen.
In de huidige tijd ontwaakt ze. Doordat haar kwaadwilligheid millennia is gegroeid stort ze haar verschrikkingen, die het menselijke bevattingsvermogen overschrijden, over de wereld uit.

## Ontvangst
De film ontving over het algemeen slechte recensies. Hoewel de film een teleurstelling was in Amerikaanse bioscopen was het een groot succes wereldwijd en was het voor Cruise van de films waar hij in meespeelde degene die het meeste opbracht.
De film was genomineerd voor zes Razzies.

## Rolverdeling
- Tom Cruise - Nick Morton
- Annabelle Wallis - Jennifer "Jenny" Halsey
- Sofia Boutella - Ahmanet
- Jake Johnson - Chris Vail
- Courtney B. Vance - Kolonel Greenway
- Russell Crowe - Dr. Henry Jekyll
- Dylan Smith - piloot

## Computerspel
Er kwam op 24 oktober 2017 ook een computerspel uit, The Mummy Demastered, dat is gebaseerd op de film. Het spel is ontwikkeld door WayForward en is een Metroidvania-type spel met een eigen verhaal dat zich parallel afspeelt naast de film.